# Калайя
Калайя (непальск. कलैया नगरपालिका) — город в Нараянской зоне юго-восточного Непала, административный центр района Бара.
Во время переписи 2011 года в Непале население Калайи составляло 123 659 человек, проживавших в 28 645 личных домовладениях.
Расположен в 14 км от границы с Индией, ближайшие непальские города — Биргандж и Гаур (непальск. गौर नगरपालिका), ближайший город на индийской территории — Супаул. Через Калайю проходит основной путь к индуистскому храму Гадхимаи (непальск. गढीमाई), и через город проходит значительная часть из 2 млн паломников, посещающих фестиваль Гадхимаи в периоды его проведения. Город известен как популярный и самый старый город в районе Бара.